# セルゲイ・トロフィメンコ
セルゲイ・ゲオルギエヴィッチ・トロフィメンコ（ロシア語: Сергей Георгиевич Трофименко、1899年9月22日（ユリウス暦9月10日） - 1953年10月16日）は、ソ連の軍人。大将。ソ連邦英雄。

## 経歴
ブリャンスク出身。
1918年、共産党に入党し、1919年から赤軍。兵卒としてロシア内戦に従軍し、小隊長、機関銃チーム長補佐を務めた。1924年から狙撃連隊軍事委員、後に大隊長。1926年、「ヴィストレル」課程、1932年、M.V.フルンゼ名称軍事アカデミーを卒業。1932年5月から狙撃師団参謀長、1935年から沿ヴォルガ軍管区、後にキエフ軍管区の参謀部作戦科長。1937年、参謀本部軍事アカデミーを卒業。1938年7月からジトミール軍集団参謀長。1939年9月から第5軍参謀長となり、ポーランド侵攻に参加した。その後、第7軍参謀次長として、ソ・フィン戦争に参加。1940年8月から北カフカーズ軍管区参謀長、1941年1月から中央アジア軍管区司令官。
独ソ戦時、メドヴェジエゴルスク軍集団司令官（1941年～1942年）、第32軍司令官（1942年3月～6月）、第7軍司令官（1942年7月～1943年1月）、第27軍司令官（1943年1月～終戦）を歴任し、カレリアの戦い、クルスクの戦い、ウクライナ解放、ヤッシー＝キシニョフ攻勢、デブレツェンスク、ブダペスト、バラトン、ウィーン作戦に参加した。戦時中、最高司令官令で20回指摘され、ソ連邦英雄の称号を授与された。
戦後、トビリシ軍管区（1945年～1946年）、白ロシア軍管区（1946年～1949年）、北カフカーズ軍管区（1949年～1953年）の司令官を務めた。1949年、参謀本部軍事アカデミー附属高等学術課程を修了。第2期・第3期ソ連最高会議代議員。

## パーソナル
ソ連邦英雄（1944年9月13日）。レーニン勲章4個、赤旗勲章3個、一等スヴォーロフ勲章2個、一等クトゥーゾフ勲章、一等ボグダン・フメリニツキー勲章を受章。